# Лисяче царство (заповідне урочище)
Ли́сяче ца́рство — заповідне урочище в Україні. Об'єкт природно-заповідного фонду Івано-Франківської області. 
Розташоване в межах Городенківського району Івано-Франківської області, на околиці села Чернятин. 
Площа 2,2 га. Статус надано згідно з рішенням облради від 15.07.1993 року. Перебуває у віданні Городенківської міської ради. 
Статус надано для збереження вапнякового останця (пагорба) зі степовою рослинністю. Зростають угруповання реліктового виду осоки низької, а також ковила волосиста, ковила пірчаста, дев'ятисил осотовий, сон чорніючий, види, занесені до Червоної книги України. Є невеликі карстові печери, де інколи селяться лисиці. 